# Ragnar
Ragnar (nórdico antiguo: Ragnarr) es un nombre masculino compuesto por los elementos del Nórdico antiguo, ragin- "consejo" y hari- "ejército".

## Origen y variación
La formas proto-germánicas de los elementos son "ragina" (consejo) y "harjaz" o "hariz" (ejército). La forma del alto alemán antiguo es Raginheri, que dio lugar a la forma alemana actual, Rainer, la forma francesa Rainier, y la variante italiana Ranieri. La forma en Inglés antiguo es "Rægenhere" (como puede verse en el nombre del hijo del rey Rædwald de East-Anglia). El nombre también existió entre los Francos, "Ragnahar" (escrito como Ragnachar en el libro de "Historia de los Francos" de Gregory of Tours).

## Historia
Hay registros de su uso desde el siglo IX, tanto en Escandinavia como en el Imperio Franco; la forma Raginari fue registrada en el idioma vandálico (siglos V y IV) en Cartago.
El nombre fue latinizado como Raganarius, Reginarius, Ragenarius, Raginerus, Ragnerus, Reginherus. 
La forma patronímica escandinava es Ragnarsson.
En el periodo moderno, el nombre fue usado raramente en los 1880s.
Gozó de más uso en el siglo XIX y a principios del siglo XX en conexión con el renacimiento vikingo en Escandinavia.  
El nombre existe en la actualidad como Ragnar en Islandia, Noruega, Suecia y las Islas Faroe y como Ragner en Dinamarca. Un hipocorístico en Suecia es Ragge.
El nombre llegó a la cima de su popularidad en Noruega en los 1920s y 1930s, durante el cual fueron bautizados el 0.7% de los recién nacidos con este nombre, pero ha ido en decline desde los 1930s, estando por debajo del 0.1% en los 1970s. El órgano de estadística noruego declaró que un total de 4.652 hombre noruegos portaban el nombre en 2015.
En Islandia, el nombre se mantiene popular, quedándose con la 21° posición (siendo bautizados el 0.76% de los recién nacidos con ese nombre) en 2014. El órgano de estadística islandés declaró que
1.286 hombres islandeses (el 0.2%) portaba el nombre en noviembre de 2005.

## Personas
- Ragnar Lodbrok, vikingo del siglo IX
- Reginar I (850–915)
- Reginar III de Henao (920–973)
- Rainiero de Pisa (1117-1160), santo procedente de la ciudad de Pisa, también escrito como Raynerius, Rainerius, Rainieri, Ranieri, Raniero o Regnier.
- Raniero I de Montferrato (1084–1135), gobernador de estado del Montferrat en el noroeste de Italia.
- Raniero I de Gagnes (1267–1314)
- Ragnar Frisch (1895–1973), economista noruego
- Ragnar Josephson (1891–1966), escritor sueco
- Ragnar Klavan (1985), futbolista estonio
- Ragnar Östberg (1866–1945), arquitecto sueco
- Ragnar Sigurðsson (1986-), futbolista islandés

### Seudónimo
- Ragnar Redbeard, el seudónimo del autor de Might Is Right (1890)

## Personajes ficticios
- Ragnar Danneskjöld, parsonaje en la novela de Ayn Rand, La rebelión de Atlas (1957)
- Ragnar McRyan, personaje del juego de rol, Dragon Quest IV: Chapters of the Chosen (1990)
- Ragnar Sturlusson, personaje de la película La brújula dorada (1995)
- Ragnar Blackmane, "Thunderfist", personaje de la serie Space Wolf de William King (1999)
- Ragnar, el personaje principal del videojuego Rune (2000)
- Ragnar Ravnson y su hijo, Ragnar Ragnarson, personajes de las novelas The Saxon Stories, escritas por Bernard Cornwell (2004)
- Ragnar Volarus, personaje en la trilogía Red Rising (2015)